# 稲積公園駅

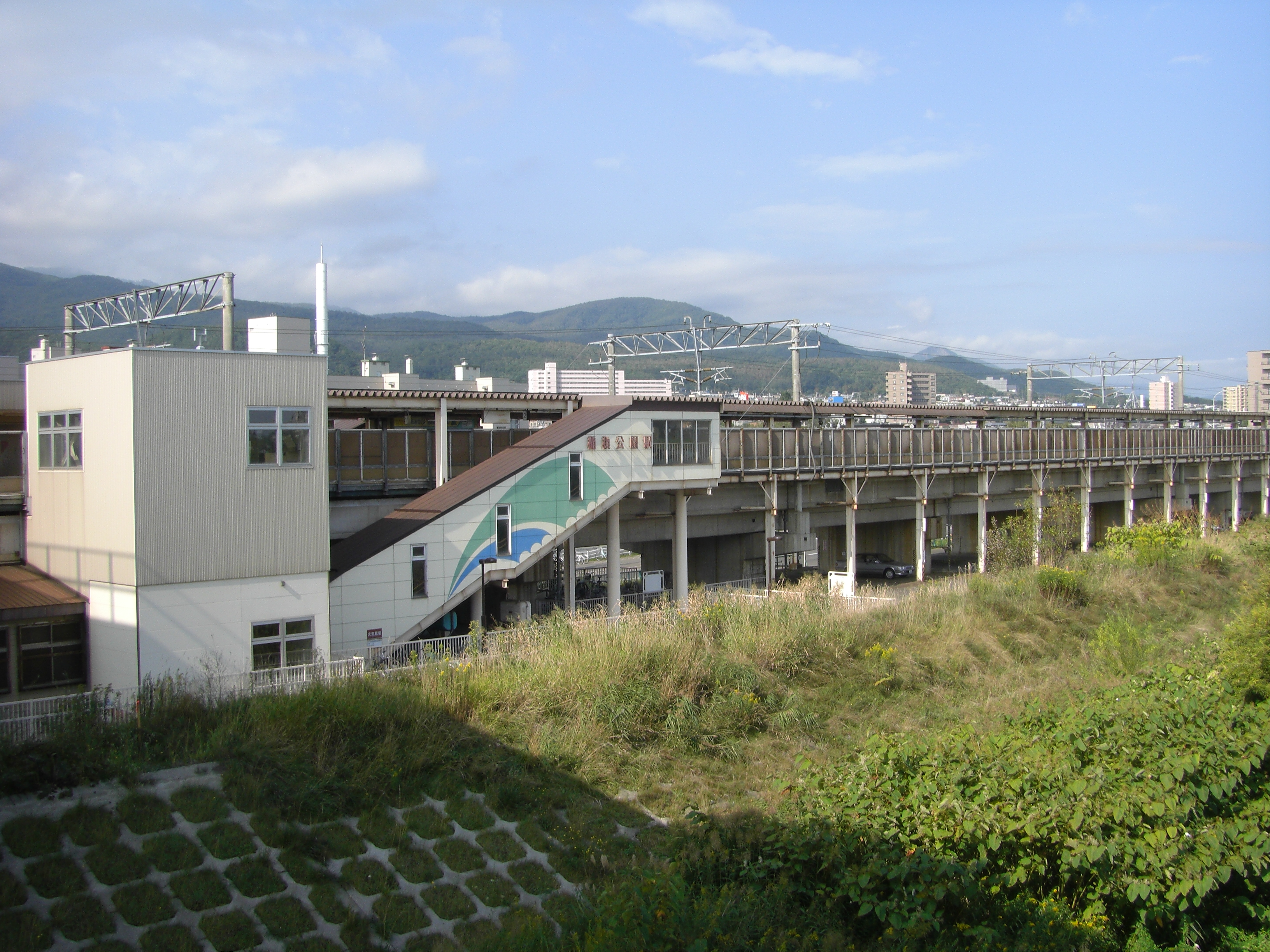
北口（2008年9月）

稲積公園駅（いなづみこうえんえき）は、北海道札幌市手稲区富丘1条4丁目にある、北海道旅客鉄道（JR北海道）函館本線の駅である。駅番号はS06。電報略号はスミ。駅の北に手稲稲積公園がある。

## 歴史
駅開業前の仮称は「稲積」だった。

### 年表
- 1986年（昭和61年）11月1日：臨時乗降場として開設[新聞 1]。駅員無配置駅[1]（乗車券販売はキヨスクに簡易委託）。
- 1987年（昭和62年）4月1日：国鉄分割民営化により、北海道旅客鉄道（JR北海道）の駅となる[2]と共に直営化（のち業務委託化）。
- 1998年（平成10年）12月3日：自動改札機を設置し、供用開始[3]。
- 2007年（平成19年）9月13日：駅番号設定[報道 1]。
- 2008年（平成20年）10月25日：ICカード「Kitaca」使用開始[報道 2]。
- 2017年（平成29年）6月9日：1番線ホームの転落防止柵の一部が、直下の駐車場に落下する事故が発生[新聞 3][報道 3]。留めていたビスの老朽化（交換歴なし）によるものと推定されている[新聞 3][報道 3]。
- 2024年（令和6年）度：話せる券売機を設置（予定）[4]。

### 駅名の由来
附近の手稲稲積公園の名称から。
「稲積」の名称は1902年（明治35年）に小樽の稲積豊次郎が当地で農場を開いたことに由来する。

## 駅構造
北西から南東に走る高架線の下に駅がある。ホームは相対式2面2線（ホーム長：135m）。当駅付近は3つの河川（三樽別川・富丘川・中の川）に挟まれた低地で、洪水の被害を受けることがしばしばあったため、あらかじめ複線ともに北側13.8mに振る準備工事を経て(のち鉄工団地通が建造されたため跡は殆ど残っていない)、もとの路盤上に1983年9月に高架化（同時に踏切2ケ所廃止）された。当時の準備工事は明らかでないが、3年後に発寒中央・発寒・稲穂各駅と同時に開業した。ホームの札幌方を、富丘通が高々架で跨いでいる（2005年12月26日開通）。
手稲駅管理の業務委託駅（北海道ジェイ・アール・サービスネット）。みどりの窓口、自動券売機、自動改札機設置。かつて、キャンドゥ一体型コンビニキヨスクが設置されていたが、2012年頃に閉店した。
当駅のみどりの窓口は、23:40までの営業である。これは、JR北海道のみならず、改札外にあるものとしては全国で最も遅くまで開いている窓口である。
エレベーターが設置されている。

### のりば
| 番線 | 路線      | 方向 | 行先                         |
| ---- | --------- | ---- | ---------------------------- |
| 1    | ■函館本線 | 上り | 手稲・小樽・倶知安方面       |
| 2    | ■函館本線 | 下り | 札幌・岩見沢・新千歳空港方面 |

（出典：JR北海道:駅の情報検索）

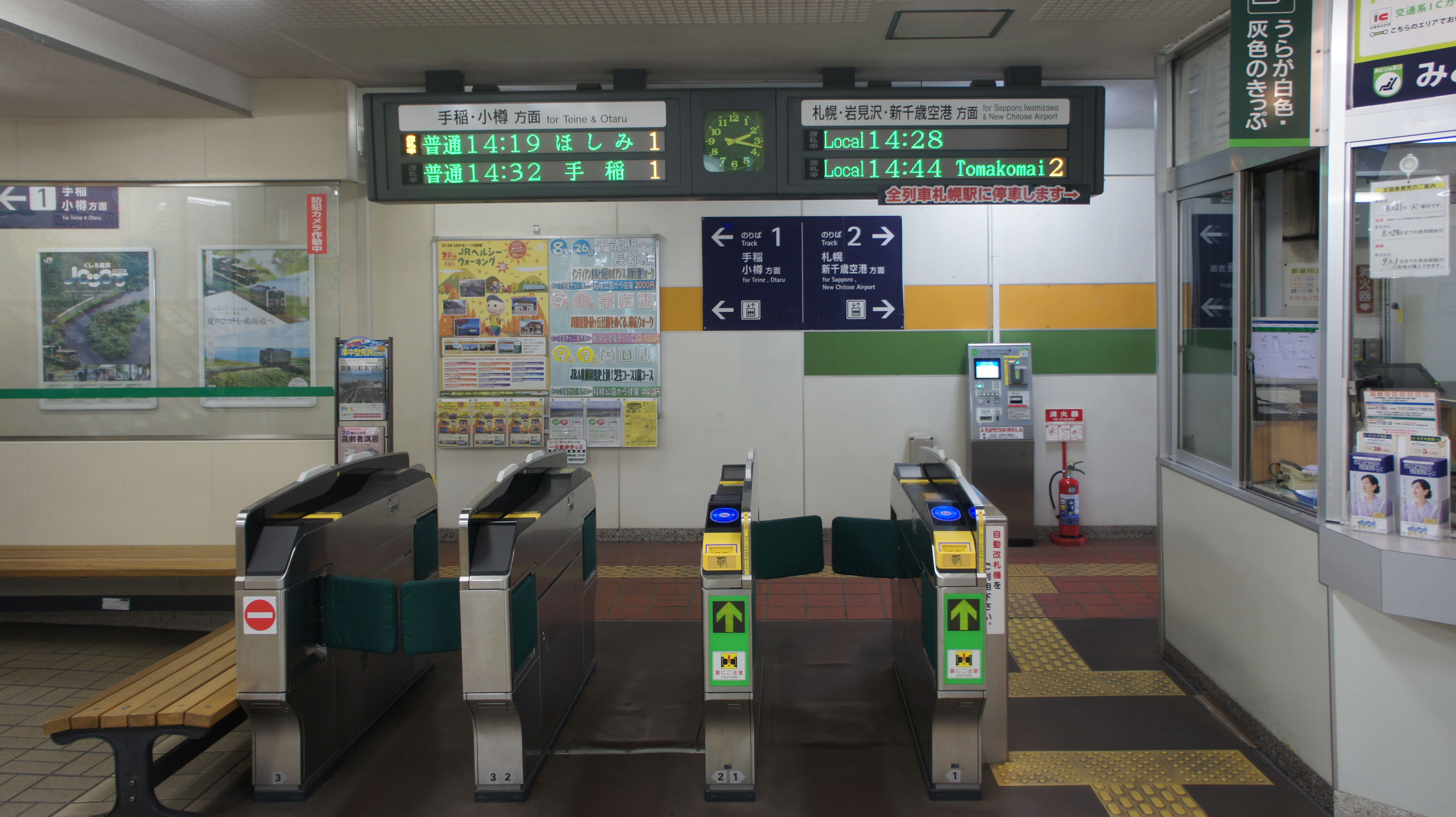
改札口（2018年10月）
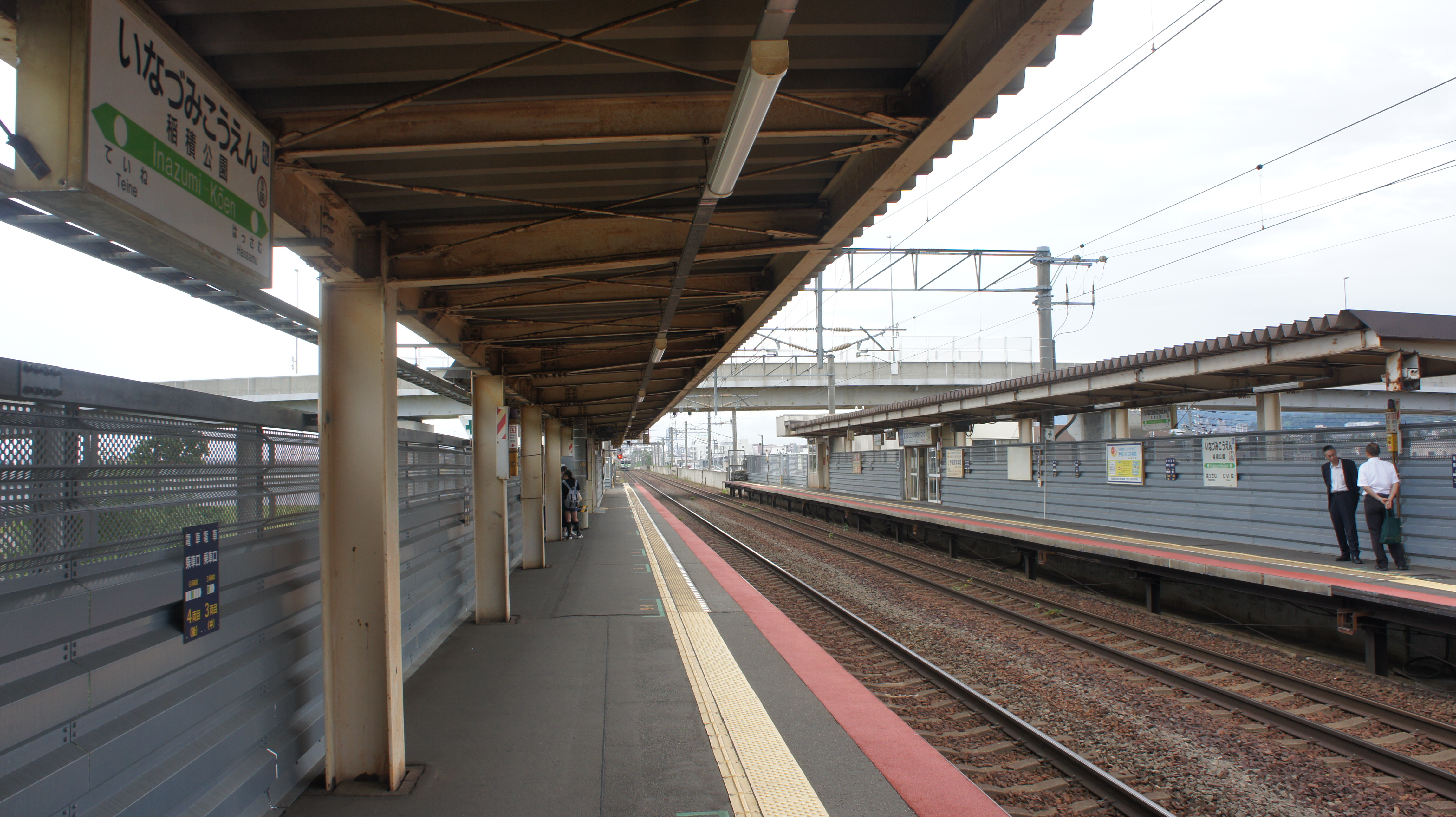
ホーム（2018年8月）

## 利用状況
「札幌の都市交通データ」によると、2019年（令和元年）度の1日平均乗車人員は4,638人である。
近年の1日平均乗車人員の推移は以下のとおりである。
| 年度               | 1日平均 乗車人員 | 出典   |
| ------------------ | ---------------- | ------ |
| 1990年（平成02年） | 3,961            | [ 11 ] |
| ：                 |                  |        |
| 1995年（平成07年） | 5,352            | [ 11 ] |
| ：                 |                  |        |
| 2000年（平成12年） | 4,807            | [ 11 ] |
| 2001年（平成13年） | 4,734            |        |
| 2002年（平成14年） | 4,707            |        |
| 2003年（平成15年） | 4,803            |        |
| 2004年（平成16年） | 4,808            | [ 11 ] |
| 2005年（平成17年） | 4,867            | [ 11 ] |
| 2006年（平成18年） | 4,846            | [ 11 ] |
| 2007年（平成19年） | 4,822            | [ 11 ] |
| 2008年（平成20年） | 4,808            | [ 11 ] |
| 2009年（平成21年） | 4,786            | [ 11 ] |
| 2010年（平成22年） | 4,837            | [ 11 ] |
| 2011年（平成23年） | 4,941            | [ 11 ] |
| 2012年（平成24年） | 4,994            | [ 11 ] |
| 2013年（平成25年） | 4,950            | [ 11 ] |
| 2014年（平成26年） | 4,828            | [ 11 ] |
| 2015年（平成27年） | 4,812            | [ 11 ] |
| 2016年（平成28年） | 4,801            | [ 11 ] |
| 2017年（平成29年） | 4,757            | [ 11 ] |
| 2018年（平成30年） | 4,673            | [ 11 ] |
| 2019年（令和元年） | 4,638            | [ 6 ]  |

## 駅周辺

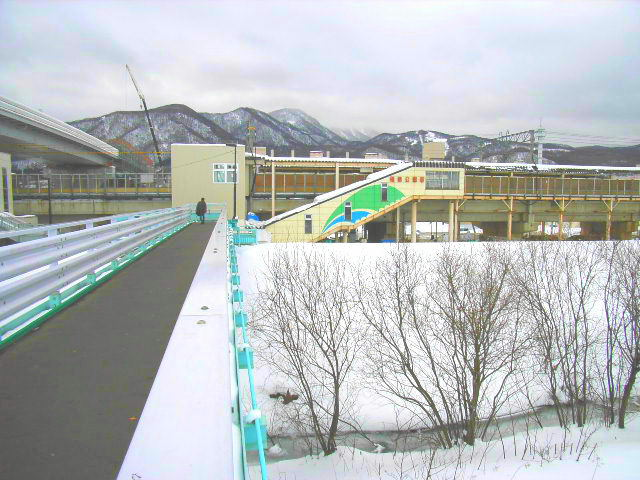
冬の稲積公園駅と三樽別川
（2005年1月）

駅北側にある三樽別川を歩道橋で渡ると、手稲稲積公園の南の角がある。周辺は中層から一軒屋の住宅地である。商店は駅から500メートル以上離れた国道5号（北5条手稲通）や北海道道452号下手稲札幌線（下手稲通）沿いに多く、駅周辺には少ない。

### 南側

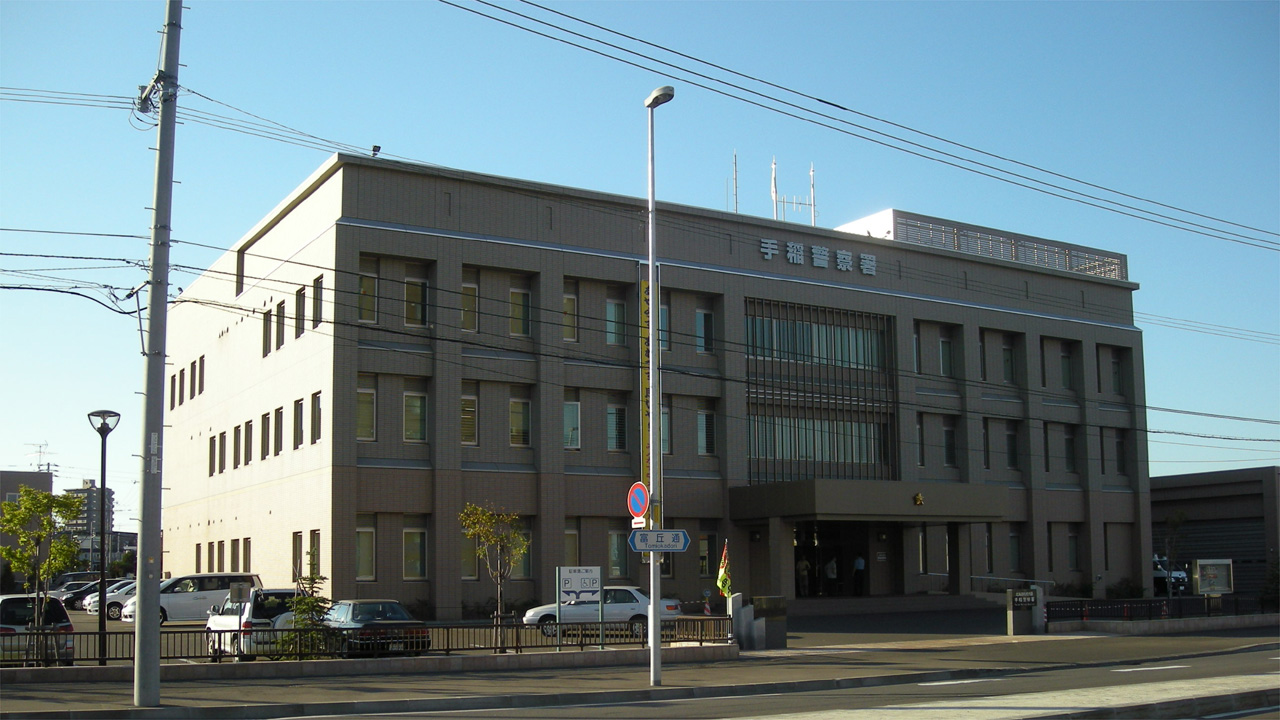
手稲警察署

- 国道5号（北5条手稲通）
- 西宮の沢鉄道添通
- 手稲警察署
- 手稲富丘郵便局
- 富丘東公園
- 富丘三樽別公園
- 札幌市立手稲中学校
- 富丘つくし幼稚園
- 札幌宮の沢病院

### 北側
- 北海道道452号下手稲札幌線（下手稲通）
- 鉄工団地通
- 手稲稲積郵便局
- 手稲稲積公園・ていねプール
- 卸売スーパー現金問屋手稲店
- 医療法人社団アルデバラン手稲いなづみ病院
- 札幌市立稲積中学校
- 札幌秀友会病院

## バス路線
駅南側に「稲積公園駅」停留所がある。路線は2021年4月1日現在。
- ジェイ・アール北海道バス 札樽線
  - 宮42：地下鉄宮の沢駅（宮の沢バスターミナル）行・手稲駅南口行・手稲山口団地行
  - 手100：手稲駅北口行・手稲駅南口行

## 隣の駅
北海道旅客鉄道（JR北海道）
■函館本線
手稲駅 (S07) - 稲積公園駅 (S06) - 発寒駅 (S05)

### 報道発表資料
1. ↑  『駅番号表示（駅ナンバリング）を実施します』（PDF）（プレスリリース）北海道旅客鉄道、2007年9月12日。2014年9月6日閲覧。
2. ↑  『Kitacaサービス開始日決定について』（PDF）（プレスリリース）北海道旅客鉄道、2008年9月10日。2015年6月12日閲覧。
3. 1 2  『駅ホーム上から転落防止柵が落下した事象について』（PDF）（プレスリリース）北海道旅客鉄道、2017年6月9日。2017年6月9日閲覧。

### 新聞記事
1. 1 2  “札幌圏8駅が開業10年”. 交通新聞 (交通新聞社):  p. 3. (1996年11月8日)
2. ↑  “新開設15駅の正式駅名を決定 北海道総局 61年11月改正”. 交通新聞 (交通協力会):  p. 1. (1986年10月2日)
3. 1 2  稲積公園駅高架　１８キロの金網落下　けが人なし 北海道新聞（2017年6月10日）
4. ↑  北海道キヨスク、キャンドゥと一体の新型店 日経流通新聞（2012年10月19日）